# 시라카와 유미

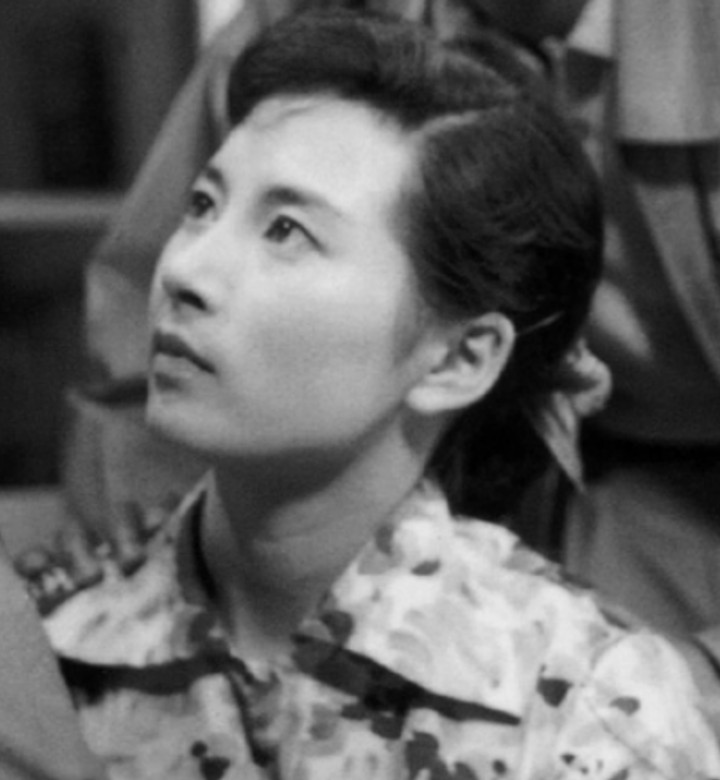

시라카와 유미(Yumi Shirakawa, 1936년 11월 21일 ~ 2016년 6월 15일)는 일본의 배우이다.
시나가와구에서 태어났으며 메구로구에서 사망하였다.

## 방송
- 블랙 프레지던트
- 제2악장
- 가정부 미타
- 해님
- 엄마는 옛날에 아빠였다

## 영화
- 블랙 프레지던트 (2014년)
- 가정부 미타 (2011년) - 하루미 아케미 역
- 엄마는 옛날에 아빠였다 (2009년)
- 안미츠 공주 2 (2009년)
- 파견의 품격 - 만능사원 오오마에 (2007년)
- 사랑이 하고싶어, 사랑이 하고싶어, 사랑이 하고싶어 (2001년)
- 소년탐정 김전일 - TV시리즈 3 (2001년)
- 마녀의 조건 (1999년) - 히로세 모토코 역
- GTO (1998년)
- 부모의 오찬 (1981년)
- 청춘은 무엇인가 (1965년)
- 흐트러지다 (1964년)
- 추신구라 - 47로닌 (1962년)
- 고하야가와가의 가을 (1961년)
- 미스터리언스 (1957년)
- 하늘의 괴수 라돈 (1956년)